# 英德尔古墓
英德尔古墓，位于中国青海省都兰县英德尔羊场，为第二批青海省文物保护单位，公布日期为1957年12月13日，类型为古墓葬。
英德尔古墓的历史年代为吐蕃。